# Brigitte Morello
Pour les articles homonymes, voir Morello.
Brigitte Morello (Rapallo, 17 juin 1610 - Plaisance, 3 septembre 1679) est une religieuse italienne, fondatrice en 1646 des Ursulines de Marie Immaculée. Elle est reconnue bienheureuse par l'Église catholique en 1998.

## Biographie
Elle naît le 17 juin 1610 à San Michele Pagana (frazione de Rapallo), résidence d'été de sa famille. Son père est membre du conseil de l'université de Rapallo puis devient gouverneur de Rapallo en 1633. Elle est la 6e enfant dans une famille de 11 enfants. Elle grandit dans un environnement profondément chrétien. À peine âgée de 12 ans, sa mère malade lui confie la responsabilité de s'occuper de ses frères. Elle ressent la vocation religieuse mais son père n'a pas les moyens de lui donner une dot convenable pour la placer dans l’un des plus nobles monastères de Gênes. Le 23 octobre 1433, elle épouse Matteo Zancano de Crémone et s'installe avec son mari à Salsomaggiore Terme. Devenu veuve le 11 novembre 1637, à 27 ans, elle fait vœu de chasteté, aide les pauvres et les malades, instruit les jeunes au catéchisme et forme les nouveaux catéchistes,,,.
En 1640, elle se rend à Plaisance où réside son frère. Elle tente d'entrer chez les clarisses capucines mais son état de veuve l'en empêche. À la demande de la duchesse Marguerite de Médicis, veuve d'Édouard Ier Farnèse, qui souhaite doter Plaisance d'un institut pour l'éducation de la jeunesse féminine, Brigitte Morello réunit des jeunes femmes à partir de septembre 1646 dans sa maison sous le vocable de sainte Ursule, le 17 février 1649, jour des cendres, elle fonde avec cinq compagnons une nouvelle famille religieuse sous la direction des jésuites,,.
Cependant, ses conditions de santé précaires l’empêchent de gouverner sa congrégation, elle n'est supérieure seulement qu'en 1665, reconfirmée en 1670 et en 1675. Elle meurt à Plaisance le 3 septembre 1679. Elle est enterrée dans l'église Saint-Pierre (de la ville). Mais aujourd'hui, il ne reste plus aucune trace de sa tombe.

## Notoriété et Culte
Le procès de béatification ne s'ouvre que dans les années 1927-1928, elle est reconnue vénérable le 29 avril 1980 par le pape Jean-Paul II et béatifiée le 15 mars 1998 par le même pape,.
Sa mémoire liturgique est célébrée le 3 septembre.